# General Grant (árbol)

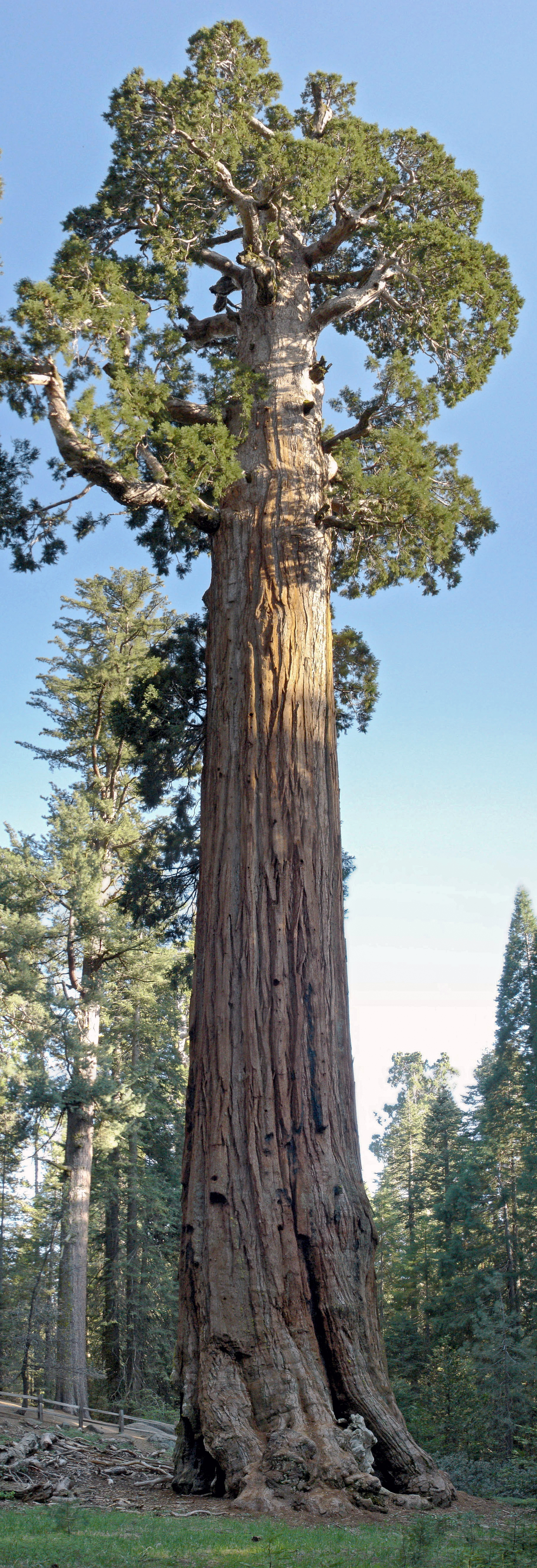
El General Grant

El General Grant es un ejemplar de secuoya gigante (Sequoiadendron giganteum) una especie emparentada con las verdaderas secuoyas (Sequoia sempervirens). Se encuentra en el Grant Grove, dentro del Parque nacional Cañón de los Reyes, California (Estados Unidos).
Tiene una altura de 81,5 m siendo su perímetro a ras del suelo de 32,8 metros. El DAP (diámetro a la altura del pecho, que en este caso consideran a 1,4 m desde el punto más alto del suelo) es de 8,8 metros. Su volumen estimado es de 1.320 metros cúbicos. Se creía que tenía de más de 2.000 años, pero estimaciones recientes indican una edad de 1650.
Es el segundo árbol más masivo del mundo tras el General Sherman desde que, en 2005, el Washington, que ocupaba hasta entonces el segundo lugar, perdió más de la mitad de su tronco.